# Ärger, nichts als Ärger
Ärger, nichts als Ärger ist eine Filmkomödie aus dem Jahr 1986 mit Ted Danson und Howie Mandel.  Blake Edwards schrieb das Drehbuch und führte Regie. Das Filmstudio war Columbia und Blake Edwards Entertainment und der Verleih The Coca-Cola Company. Der Film war als Neuverfilmung des klassischen Kurzfilms Der zermürbende Klaviertransport  von Laurel und Hardy gedacht und sollte wie dieser halb improvisiert im selben Stil wie die frühe Komödie des Regisseurs Edwards, Der Partyschreck, gedreht werden, aber das Einmischung des Studios, die schlechte Resonanz bei Testvorführungen und der nachfolgende Neuschnitt des Filmes führten dazu, dass der Film eine nach Drehbuch ablaufende Verfolgungskomödie wurde, wobei wenige der ursprünglichen Ideen für den Film erhalten blieben. Drehbuchautor und Regisseur  Blake Edwards gab Fernsehinterviews, in denen er dem Publikum mitteilte, sich den Film besser nicht anzutun. Der Film erhielt überwiegend negative Kritiken und wurde zum Flop. In den USA kam der Film am 8. August 1986 und in Deutschland am 4. September 1986 in die Kinos. Das Titellied des Filmes ist A Fine Mess, dargeboten von The Temptations.

## Handlung
Während er an einem Drehort auf einer Pferderennbahn gefilmt wird, hört der Kleindarsteller Spence Holden, der sich mit einer Betrügerei nach der anderen durchschlägt und bei Frauen gut ankommt, mit an, wie die beiden ungeschickte Ganoven Binky und Turnip ein Rennpferd mit einem nicht nachweisbaren Superstimulanzmittel dopen. Die Gauner finden heraus, dass Holden sie belauscht hat, darum setzen sie alles daran, ihn zu schnappen, bevor er sie verpfeifen kann. Holden nimmt jedoch die Hilfe seines Freundes Dennis Powell in Anspruch, der als Bedienung und aufstrebender Restaurantmitarbeiter bei einem Drive-In-Autorestaurant arbeitet. Sie wollen gemeinsam 400 US-Dollar auf das gedopte Rennpferd zu setzen, was beiden einen garantierten Gewinn einbringen soll. Holden und Powell müssen schließlich vor den Gaunern davonlaufen, die Holdens Wagen einige Schusslöcher verpassen, doch auch die Polizei ist ihnen auf den Fersen, nachdem sie Holdens von Kugeln durchlöchertes Auto gefunden haben und das mit 30 Längen Vorsprung als Sieger aus dem Rennen hervorgegangene Rennpferd Sorry Sue an dem verabreichten Dopingmittel gestorben ist. Ein antikes Klavier, das Powell unverhofft zufällt, soll bei einer Auktion verkauft werden. Die naive Auktionshausangestellte Ellen Frankenthal fühlt sich zu Powell hingezogen. Die exotische Schönheit Claudia Pazzo ist daran interessiert, das Klavier zu erwerben. Holden kann ihr nicht widerstehen. Aus dieser Konstellation ergeben sich mehr Verwicklungen für Powell und Holden, als sie sich jemals hätten vorstellen können.

## Kritiken
Ärger, nichts als Ärger erhielt in den Vereinigten Staaten ausgesprochen negative Kritiken. Bei Rotten Tomatoes erhielt die Filmkomödie eine Bewertung von 26 %. Der Kritiker Walter Goodman meinte in der New York Times: "Mr. Edwards, der uns bei glücklicheren Gelegenheiten die Der-Rosarote-Panther-Filme bot, reiht Massenkarambolagen solange aneinander, bis man vermuten könnte, dass er das Publikum vom Nichtvorhandensein unterhaltsamer Handlung oder Dialoges ablenken wolle. Die elf Musiknummern von einigen bekannten Künstlern, erhältlich, wie man sich denken kann, auf Schallplatte und Kassette, scheinen auch zum selben Zweck bestimmt zu sein." ("Mr. Edwards, who on happier occasions gave us the Pink Panther movies, piles on the pileups until you may suspect that he is trying to distract the audience from the absence of a diverting story or dialogue. The 11 musical numbers by some well-known performers (available, you can bet, on record and cassette) seem designed for the same purpose.")

### Blake Edwards’ Reaktion
Edwards vermied es, Interviews zur Promotion des Filmes zu geben und wenn er sie gab, teilte er dem Publikum mit, dass es sich den Film ersparen sollte, besonders weil im September des gleichen Jahres in den Vereinigten Staaten ein weiterer Film von ihm, That’s Life! So ist das Leben, ins Kino kam.

## Einspielergebnis
Der Film spielte in den USA nur etwas über 6 Mio. US-Dollar ein und wurde somit zum Flop.

## Soundtrack
Der Soundtrack zum Film wurde 1986 in den Vereinigten Staaten von Motown und in Deutschland von Ariola veröffentlicht. Er enthielt zehn Titel aus dem Film, wobei sich die deutsche und amerikanische Version in bei einem Lied auf der LP unterschieden.

### US-amerikanische Titelliste
1. "Can't Help Falling In Love" – Christine McVie
2. "Easier Said Than Done" – Chico DeBarge
3. "A Fine Mess" – The Temptations
4. "I'm Gonna Be A Wheel Someday" – Los Lobos
5. "Love's Closing In" – Nick Jameson
6. "Moving So Close" – Keith Burston & Darryl Littlejohn
7. "Slow Down" – Billy Vera & Beaters
8. "Stan And Ollie" – Henry Mancini
9. "Walk Like A Man" – Mary Jane Girls
10. "Wishful Thinking" – Smokey Robinson[4]

### Deutsche Titelliste
1. "A Fine Mess" – The Temptations
2. "Walk Like A Man" – Mary Jane Girls
3. "Easier Said Than Done" – Chico DeBarge
4. "Can't Help Falling In Love" – Christine McVie
5. "Slow Down" – Billy Vera & Beaters
6. "Love's Closing In" – Nick Jameson
7. "Wishful Thinking" – Smokey Robinson
8. "Moving So Close" –  Second Generation
9. "I'm Gonna Be A Wheel Someday" – Los Lobos
10. "Stan And Ollie" – Henry Mancini[5]